# 张乃更
张乃更（1914年—1992年），也作张迺更，男，直隶（今河北）平泉人，中华人民共和国军事人物，中国人民解放军少将，第三届全国人大代表，第六届全国政协委员。